# Jordi Cussà Balaguer
Jordi Cussà Balaguer (Berga, Barcelona, 18 de enero de 1961-ibidem, 11 de julio de 2021) fue un escritor, traductor y actor español.

## Biografía
Vivió y trabajó en Berga tras haber vivido algunas temporadas en ciudades como Barcelona (1977-80, 1985-88), San Cugat del Vallés (1982-83) y Nápoles (1991). Ente los veinte y los treinta años, y aun más, sufrió y disfrutó lo que él llamaba "los años rojos". Toda una década marcada por las drogas, experiencia que comparte con una parte importante de aquella generación (llamada ocasionalmente perdida y según el autor "la generación de los pringaos"), recogida en la primera novela publicada, Caballos salvajes.
Tras superar esta etapa, concentró su creación artística en el ámbito teatral. A los trece años, de hecho, ya había sido miembro de la agrupación teatral "La Farsa", y en 1977 entró en el Instituto del Teatro, donde solo cursó un par de trimestres. En 1978, junto con tres amigos, fundó el grupo "Anónimo Teatro", y estrenaron una docena de montajes, cinco de los cuales son obras de Cussà.
A raíz de esta implicación con las artes escénicas, Jordi Cussà comenzó a escribir obras con la intención de ponerlas en escena, y más tarde comenzó a dedicarse a la narrativa con más asiduidad. Colaboró ocasionalmente en diversos medios de comunicación (Región 7, El Periódico de Andorra, Enderrock, Descubrir Cataluña). Fue traductor literario del inglés al catalán; tradujo una cuarentena de libros.
En la obra propia, Jordi Cussà permaneció fiel a la riqueza lingüística del catalán de Berga y el Berguedà, introduciendo propuestas innovadoras de creación propia o recogidas de la vida. De ello es un ejemplo característico la contracción de palabras para formar una expresión nueva o más dinámica.
Falleció en la madrugada del 11 de julio de 2021. Su salud estaba deteriorada desde hacía tiempo, cuando se vio obligado a utilizar un respirador. Pese a ello, ya tenía prácticamente acabada su última novela, Les muses.

## Obras
- 2000 Cavalls salvatges, Novela, Columna Editors ISBN 84-8300-897-1 (2.ª edición, revisada, publicada por L'Albí, 2016).[6] (traducción castellana del propio Jordi Cussà en Sajalín, 2020).[7]
- 2001 La serp, Novela, Columna Editors ISBN 84-664-0038-9
- 2003 SensAles, Poesia, Abadia Editors ISBN 84-933319-5-3
- 2003 L'alfil sacrificat, Novela, Columna Editors ISBN 84-664-0305-1
- 2004 Apocalipsis de butxaca, Novela, Ed. La Magrana ISBN 978-84-7871-217-5
- 2005 La novel·la de les ànimes, Novela, Ed. La Magrana ISBN 978-84-7871-431-5
- 2007 Clara i les ombres, Novela, Ed. Empúries. ISBN 978-84-9787-224-9
- 2009 Contes d'onada i de tornada, Relatos, l'Albí Editors ISBN 978-84-89751-48-4
- 2009 El noi de Sarajevo, Novela, Proa.[8] (traducció italiana de V. Ripa a Atmosphere Libri, 2012)
- 2010 A reveure, Espanya, Novela, L'Albí.
- 2012 Contes del Bé i del Mal, Relatos, L'Albí Editors. ISBN 978-84-15269-13-7
- 2015 Formentera lady, Novela, Labreu. ISBN 978-84-942897-7-4.[9]
- 2016 El trobador cuadeferro, Novela, L'Albí.
- 2017 El Ciclop, Novela, L'Albí.
- 2021 El primer emperador i la reina Lluna, Novela, Comanegra

Como dramaturgo realizó quince montajes escritos y seis de estrenados: Sócrates o casi una tragedia griega (AT La Farsa 1980) y Tres vistas para un paisaje, Exilio en Selene, Barcelona 2012, Íntima tragedia, Godot vas tarde (Anónimo Teatro 1978, 1991, 1996, 2006 y 2008).

## Premios y reconocimientos
A lo largo de su vida recibió, entre otros, los siguientes premios y reconocimientos:
- 1983 Finalista del Premio de Narrativa Corta de Sant Boi por Urbana subterrània
- 1985 Ganador del Premio de Narrativa Corta de Sant Boi por Actuació de gala
- 2001 Finalista del I Premio Leandre Colomer por La serp
- 2002 Ganador del XXV Premio Fiter i Rossell por L'alfil sacrificat
- 2009 Ganador del XI Premio El lector de l'Odissea por El noi de Sarajevo